# بنك مالطا المركزي
بنك مالطا المركزي (بالمالطية: Bank Ċentrali ta 'Malta)‏ هو البنك المركزي لجمهورية مالطا، أُسِّسَ في 17 أبريل 1968. في مايو 2004، عندما انضمت مالطا إلى الاتحاد الأوروبي، أصبح جزءًا من النظام الأوروبي للبنوك المركزية. وهو المسؤول عن إصدار الأوراق النقدية والعملات المعدنية بالليرة المالطية، قبل أن تعتمد مالطا اليورو في عام 2008 وأصبح البنك جزءًا من نظام اليورو.